# Ulica Radomska w Kielcach
Ulica Radomska – jedna z ulic w Kielcach wchodząca w skład drogi krajowej nr 73.

## Przebieg
Ulica Radomska zaczyna się od 2-poziomowego węzła z Al. Solidarności i ul. M. Jaworskiego (wybudowanego w 2005 roku), później krzyżuje się z ulicami: Wschodnią, Pilotów (DW745) i Dywizjonu 303 (DW762), Kolonia (gm. Masłów), Warszawską i Barczańską, za której skrzyżowaniem ulica kończy się wraz z granicą miasta.

## Historia
Ulica powstała na przełomie lat 70. i 80., kiedy to budowano kompleks osiedli na północy Kielc: Świętokrzyskie, na Stoku oraz Słoneczne Wzgórze. Początkowo obecna ulica Radomska była fragmentem ul. Manifestu Lipcowego. W tym czasie ulicą Radomską była obecna ul. Nowaka-Jeziorańskiego. Pod koniec XX wieku stała się fragmentem drogi krajowej (ob. DK73) zastępując północny fragment ul. Manifestu Lipcowego.

## Przebudowy ulicy Radomskiej
W lipcu 2005 roku rozpoczęła się budowa węzła przy zbiegu ulic Radomskiej, Manifestu Lipcowego i J. Krasickiego (ob. Radomskiej, Al. Solidarności i M. Jaworskiego). Węzeł ten jest 2-poziomowy.
W lipcu 2019 roku zaczęła się trwająca do grudnia 2022 roku jedna z największych inwestycji drogowych w XXI wieku w Kielcach – przebudowa ulic: Zagnańskiej, Witosa oraz we fragmentach Warszawskiej, ówczesnej Szybowcowej (ob. Pilotów) i Radomskiej. W ramach inwestycji skrzyżowanie z ulicą Szybowcową przebudowano na rondo, do którego doprowadzono nowe połączenie z ul. Warszawską – ul. Nowoszybowcową (otwarta 15 września 2021 roku, później przemianowana na ul. Dywizjonu 303). 
15 września 2021 roku rozpoczął się remont 600-metrowego odcinka ul. Radomskiej od ronda z ulicami Szybowcową i Nowoszybowcową (ob. Pilotów i Dywizjonu 303) w kierunku centrum. W ramach inwestycji wymieniona zostać miała nawierzchnia jednej z najważniejszych wylotówek z Kielc w kierunku Warszawy. Ostatecznie jednak umowa została zerwana, a druga umowa na realizację tego odcinka została podpisana pod koniec maja 2022 roku, a prace zakończone zostały w tymże roku. 

## Plany rozbudowy
Ulica Radomska jest dwujezdniowa tylko na odcinku od skrzyżowania z ul. Jaworskiego do zjazdu do centrum handlowego. W planach jest dobudowa drugiej jezdni na pozostałym odcinku w ramach realizacji Wschodniej Obwodnicy Kielc. Ponadto, planowane jest wybudowanie dwóch nowych węzłów drogowych: na przecięciu ulicy Radomskiej z planowaną trasą w kierunku Domaszowic oraz na przecięciu ulicy Radomskiej z ulicami Dywizjonu 303 i Pilotów.

## Ważniejsze budynki przy ulicy Radomskiej
- kompleks handlowo-usługowy, w którego skład wchodzą między innymi Auchan (do 2016 roku Real)[12] czy OBI (od 2018 roku, wcześniej Praktiker)[13][14]
- salony firm samochodowych takich jak Ford i Toyota

## Komunikacja miejska
Na ulicy Radomskiej znajdują się 5 przystanków, które obsługiwane są przez linie nr 12 (Dworzec Autobusowy–Klonów) i 16 (Os. Świętokrzyskie–Wschodnia działki).